# Santuario della Madonna Miracolosa
Il santuario della Madonna Miracolosa - già basilica dei Santi Giacomo e Filippo - è un luogo di culto cattolico situato nel comune di Taggia, in piazza Cardinal Gastaldi nel centro storico, in provincia di Imperia. La chiesa è sede della parrocchia dei Santi Giacomo e Filippo del vicariato di Levante e Valle Argentina della diocesi di Ventimiglia-San Remo.
Nel dicembre del 1942 papa Pio XII elevò la chiesa alla dignità di basilica minore. La basilica ha avuto il titolo di santuario diocesano il 13 giugno del 2010 dal vescovo Alberto Maria Careggio.
Le principali festività si celebrano l'11 marzo per l'anniversario del primo prodigio dell'immagine mariana venerata e la prima domenica di giugno per l'anniversario dell'incoronazione della stessa.

## Storia

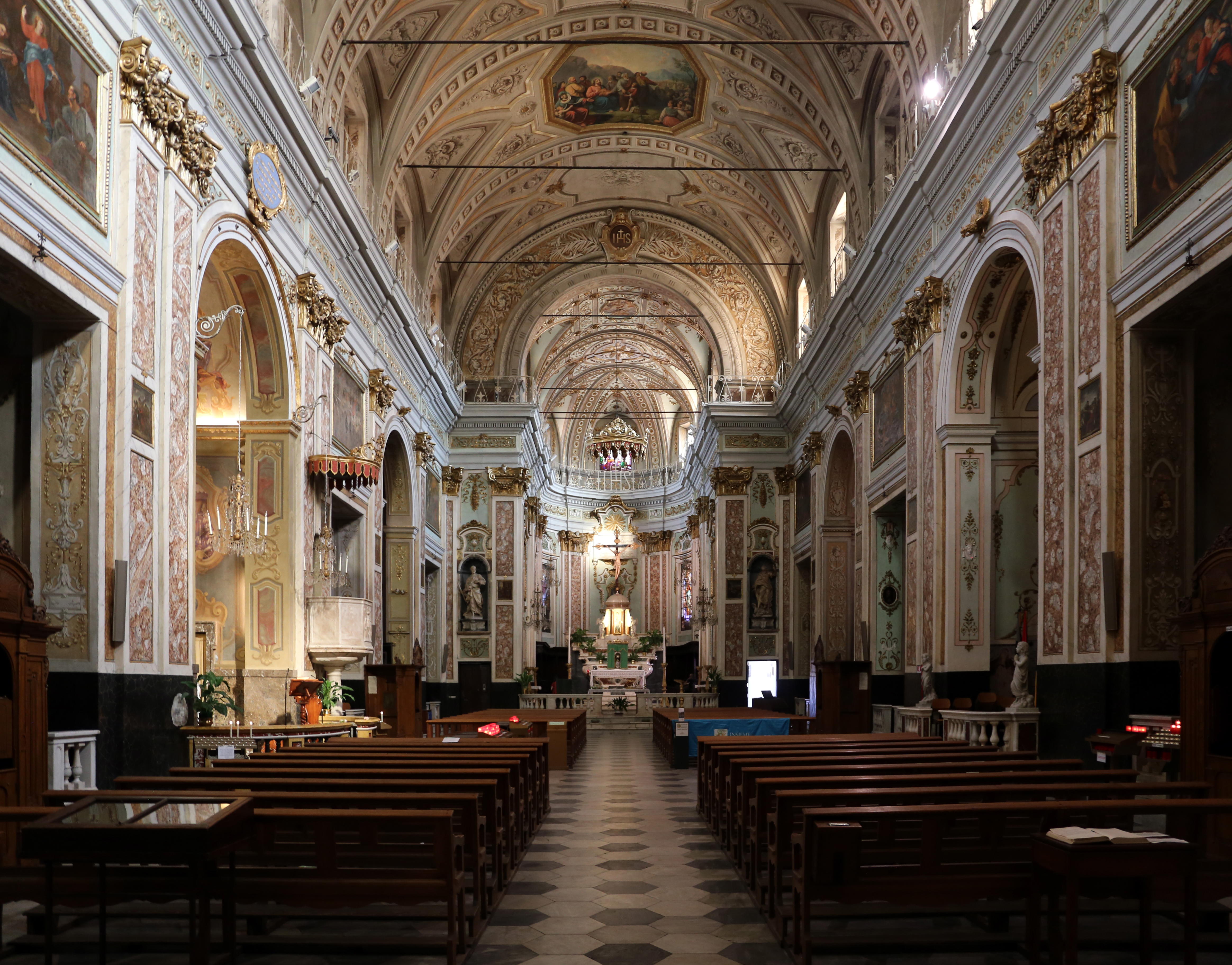
La navata

Il tempio sorge sul luogo dell'antica chiesa romanica del XII secolo, anch'essa già intitolata ai santi Giacomo e Filippo. L'antica e tardo medievale struttura - non difforme nello stile primario dalle chiese di Ventimiglia e Sanremo - era scandita da una divisione interna a tre navate, esternamente da una semplice facciata e da un campanile cuspidato. Il collegio dei canonici di questa chiesa fu, come riportato in documenti d'archivio, il fondatore nel 1212 del cittadino ospedale di Carità. Furono quasi certamente maestranze lombarde, già operanti in diversi centri del Ponente ligure, a promuovere modifiche e lavori alla struttura nel corso del XV secolo. A seguito del concilio di Trento, e delle nuove disposizioni in materia, pure la chiesa dei Santi Giacomo e Filippo subì le opportune modifiche.
Fu, però, nel corso del Seicento e con l'avvento del nuovo stile architettonico barocco che l'edificio conobbe una nuova fase artistica e strutturale. Il principale sostenitore, nonché finanziatore dei lavori, fu il cardinale tabiese Girolamo Gastaldi che scelse il progetto dell'architetto romano Giuseppe Arcucci nel maggio del 1675; i lavori, che si conclusero nel novembre 1689 (anno della consacrazione della chiesa) furono, tuttavia, seguiti dal capomastro Girolamo Arlotti di Riva Ligure.
Al suo interno, corredato dalle quattordici cappelle laterali (sette per lato) e consto da un'unica aula rettangolare voltata a botte con accentuato presbiterio, sono conservate le reliquie del suo concittadino san Benedetto Revelli e diverse opere dei pittori Luca e Giovanni Cambiaso, Francesco Brea, Bartolomeo Pincellotti, Giuseppe Massa e Domenico Guidobono. Della precedente chiesa sono il pulpito in marmo bianco del 1575, il battistero in marmi policromi del XVI secolo e il tabernacolo. Il campanile è anch'esso il frutto della rivisitazione barocca, che venne sopraelevato alla struttura romanica originaria.
Un completo restauro del sito è avvenuta tra il 1990 e il 1996 ad opera dell'allora parroco don Santino Guglielmi.

## Madonna miracolosa

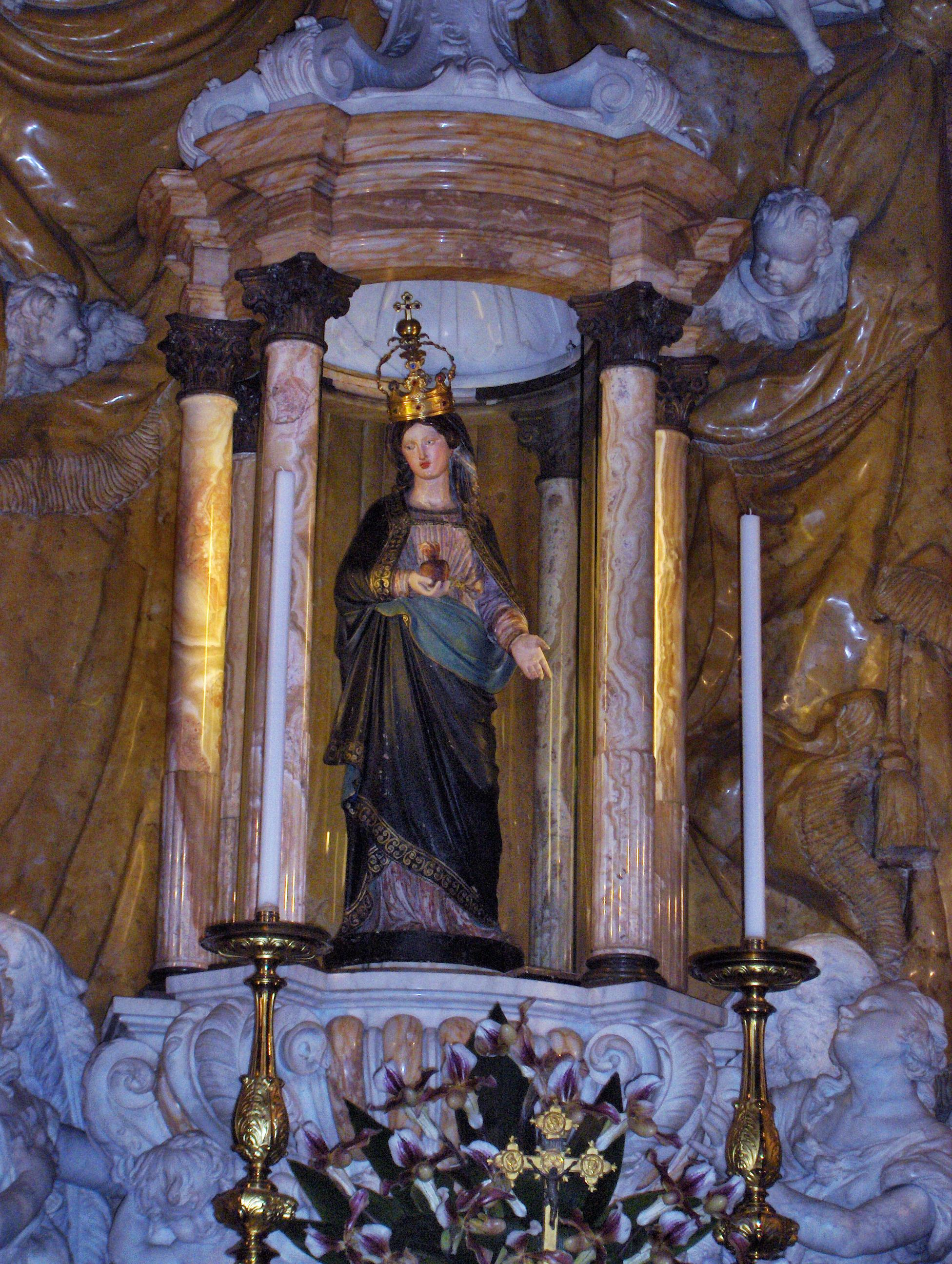
La statua della Madonna Miracolosa

Il culto religioso verso la Madonna del Sacro Cuore accrebbe dopo l'11 marzo del 1855 quando, dopo un ottavario di preghiere, la popolazione di Taggia riunita all'interno della collegiata notò il movimento degli occhi della statua, opera dello scultore locale Salvatore Revelli (1816-1859). Secondo la tradizione religiosa il fatto miracoloso si ripeté altre volte, anche in tempi recenti, tanto che l'allora vescovo di Ventimiglia istruì un regolare processo canonico per accettarne realmente i fatti.
Gli atti processuali furono inviati in Vaticano al pontefice Pio IX allegando inoltre la richiesta della comunità tabiese per autorizzare l'incoronazione della statua miracolosa: il 1º giugno fu letto il decreto con il quale il papa dichiarava l'evento miracoloso e autorizzava l'incoronazione.
Oggi la statua della Madonna del Sacro Cuore, denominata "della Madonna miracolosa", è conservata nella quarta cappella della navata sinistra della chiesa. 
Una statua simile, sempre opera del Revelli, si trova nella chiesa parrocchiale dei frati cappuccini di Loano dove, nel 1864, avrebbe mosso gli occhi e lacrimato mentre le leggi anticlericali piemontesi costringevano i Cappuccini a lasciare la città.
La tradizione popolare attribuisce inoltre alla Madonna miracolosa la protezione della popolazione di Taggia durante la seconda guerra mondiale.